# Черноерковский район
Черноерковский район — административно-территориальная единица в составе Азово-Черноморского и Краснодарского краёв, существовавшая в 1934—1953 годах. Центр — станица Петровская
Черноерковский район был образован 28 декабря 1934 года в составе Азово-Черноморского края. В его состав вошли 2 сельсовета: Петровский и Черноерковский. К 1941 году в районе появились ещё 2 сельсовета: Кировский и Молотовский.
13 сентября 1937 года Черноерковский район вошёл в состав Краснодарского края.
22 августа 1953 года Черноерковский район был упразднён. Его территория в полном составе вошла в Славянский район.